# Naturschutzgebiet Urdenbacher Kämpen
Das Naturschutzgebiet Urdenbacher Kämpen liegt auf dem Gebiet der kreisfreien Stadt Düsseldorf in Nordrhein-Westfalen.
Das Gebiet erstreckt sich südöstlich der Kernstadt von Düsseldorf. Westlich und südwestlich grenzt es an Urdenbach und westlich an Garath an. Nach Westen erstreckt es sich bis an den Rhein.

## Beschreibung
Das etwa 323,5 ha große Gebiet mit der Schlüsselnummer D-003 wurde im Jahr 1983 unter Naturschutz gestellt.
Im Wesentlichen umfasst das Schutzgebiet die Rheinauenlandschaft um den mäanderförmig verlaufenden Urdenbacher Altrheinbogen, ergänzt um das untere Tal des Garather Mühlenbaches. Die Ortsteile Urdenbach und Garath liegen hochwassersicher auf einer im Schutzgebiet deutlich erkennbaren Niederterrasse, die durch das rechte Altrhein-Ufer markiert wird. Der dort verlaufende Wanderweg folgt diesem Bogen ebenfalls. Das in der Mitte der Kämpe liegende Haus Bürgel, erbaut auf den Grundmauern eines römischen Kastells, lag ehemals linksrheinisch, bevor der Rhein – vermutlich durch ein Hochwasser im Jahre 1374 – sein Bett nach Westen verlagerte.
Die „Kämpe“ (hergeleitet von lat. campus = Feld) ist eine intakte Auenlandschaft, die durch Renaturierungsmaßnahmen regelmäßig wieder bei Rheinhochwasser in den nicht eingedeichten Flächen überflutet wird. Dazu wurde der Sommerhochwasser-Schutzdamm an zwei Stellen – bei Urdenbach und Hellerhof – auf jeweils 20 m wieder geöffnet.
Das Naturschutzgebiet Urdenbacher Kämpe übernimmt hier gleichzeitig Hochwasserschutz- und Naturschutzfunktion. Es verschafft dem Rhein erforderliche Hochwasser-Ausdehnungsflächen und bietet zugleich wertvollen Lebensraum für viele seltene Tier- und Pflanzenarten. Gefördert werden sollen durch die Schutzausweisung: Kammmolch, Flussneunauge, Groppe, Steinbeißer, Eisvogel, Wachtelkönig, Wespenbussard, Zwergsäger, Schwarzmilan, Teichrohrsänger, Löffelente, Graureiher, Flussregenpfeifer, Nachtigall, Gänsesäger, Pirol, Krickente und Tafelente. Bei den Pflanzenarten, die in der Urdenbacher Kämpe vorkommen, sind hervorzuheben: Wiesensilge, Gelbe Wiesenraute, Sumpf-Wolfsmilch, Sumpf-Greiskraut und Großer Wiesenknopf.
Auch die zahlreichen alten Obstbäume und Kopfweiden tragen zur Artenvielfalt bei und sind z. B. für den immer seltener werdenden Steinkauz lebenswichtig.
Die im Haus Bürgel untergebrachte Biologische Station unterstützt maßgeblich die Naturschutzbemühungen.

## Bedeutung
Die Vielzahl hier heimischer seltener Tier- und Pflanzenarten und die besonders schützenswerten Lebensraumtypen, die unter dem besonderen Schutz der Fauna-Flora-Habitat-Richtlinie der Europäischen Union stehen, verleihen dem Naturschutzgebiet eine besonders hohe Wertigkeit. Wegen der überregionalen Bedeutung wurde die Urdenbacher Kämpe in das europäische Schutzgebietssystem Natura 2000 aufgenommen und genießt seitdem internationalen Schutz.

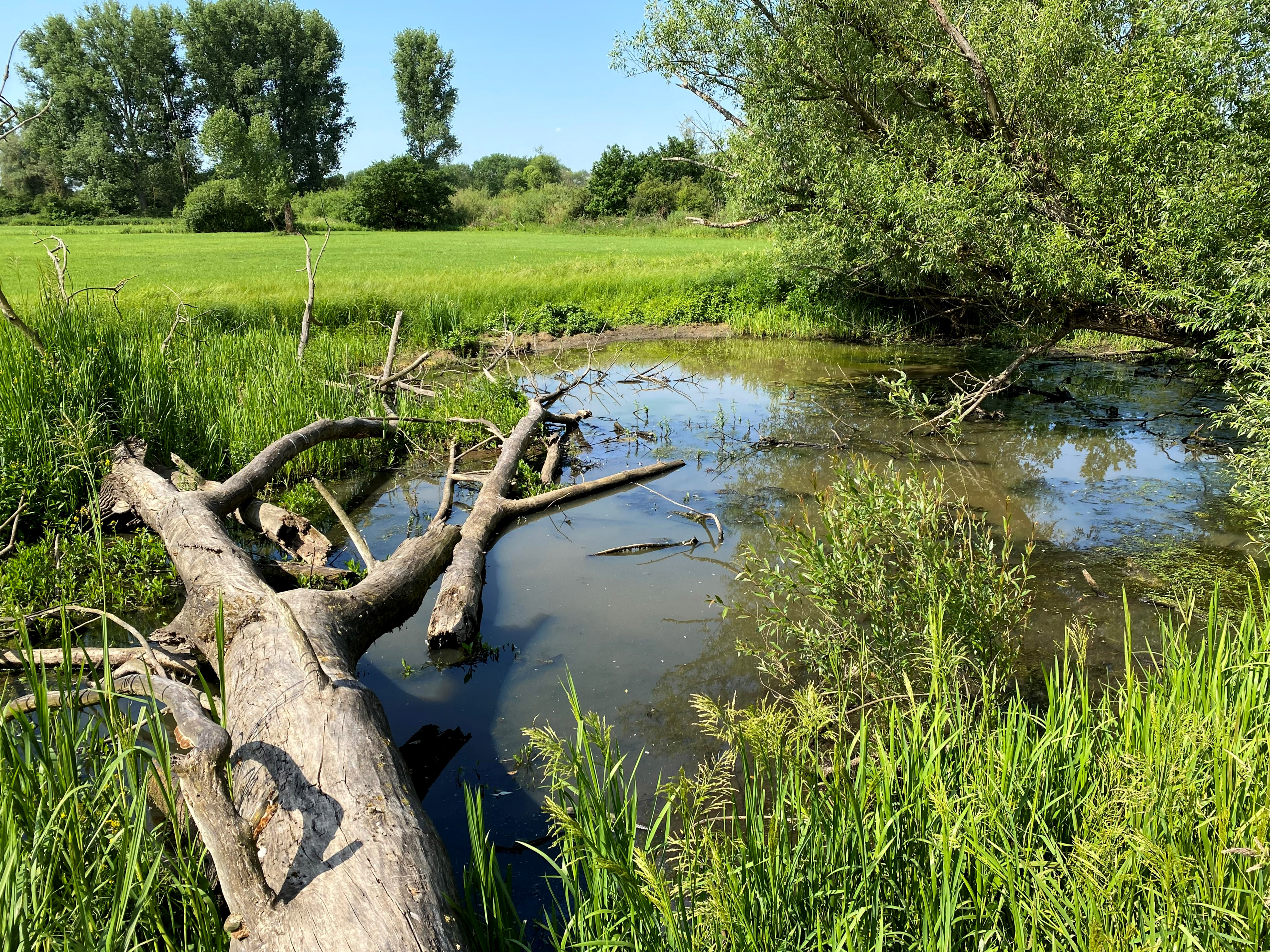
Totholz – wichtiger Bestandteil des NSG
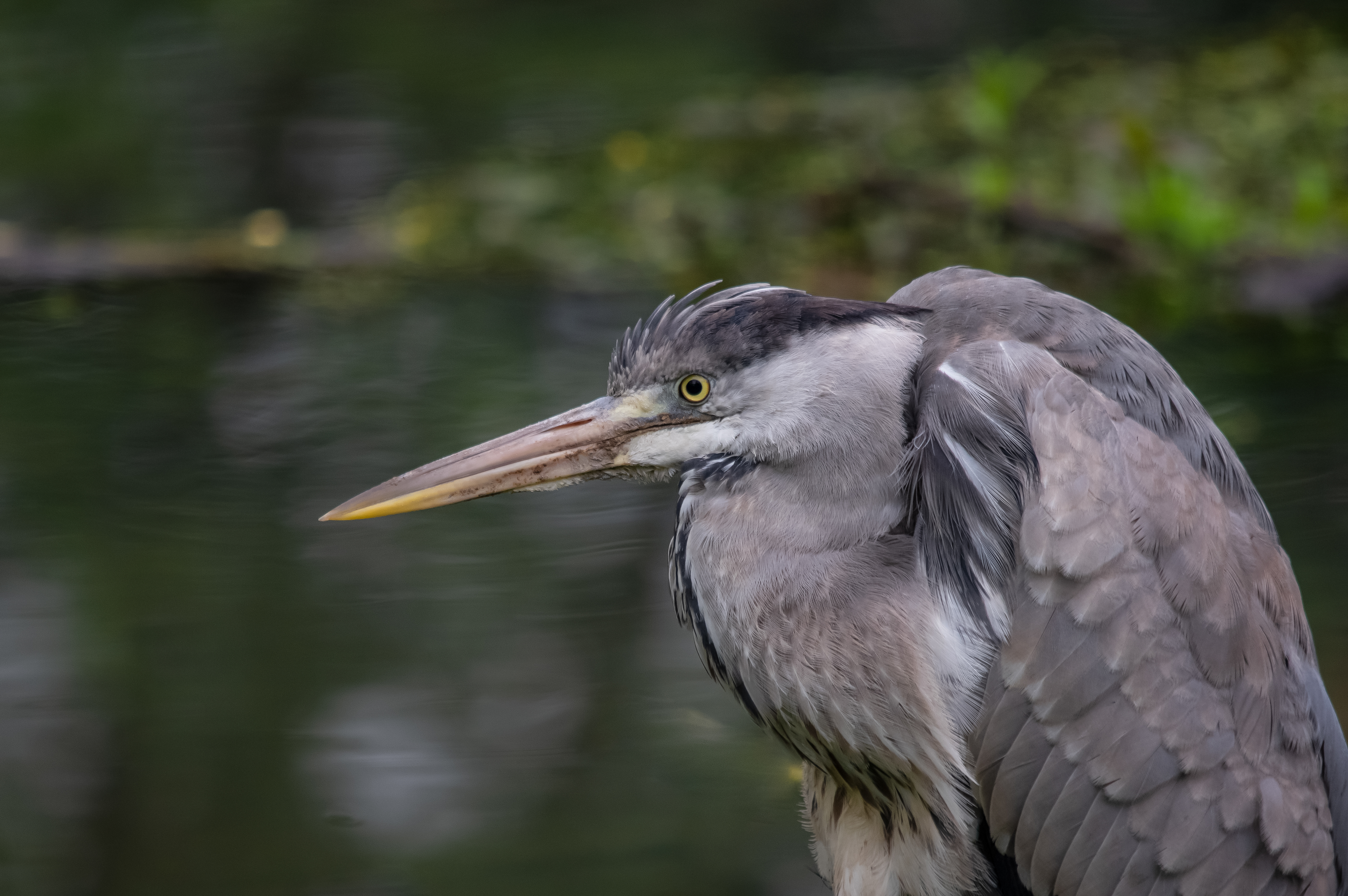
Graureiher im NSG Urdenbacher Kämpen
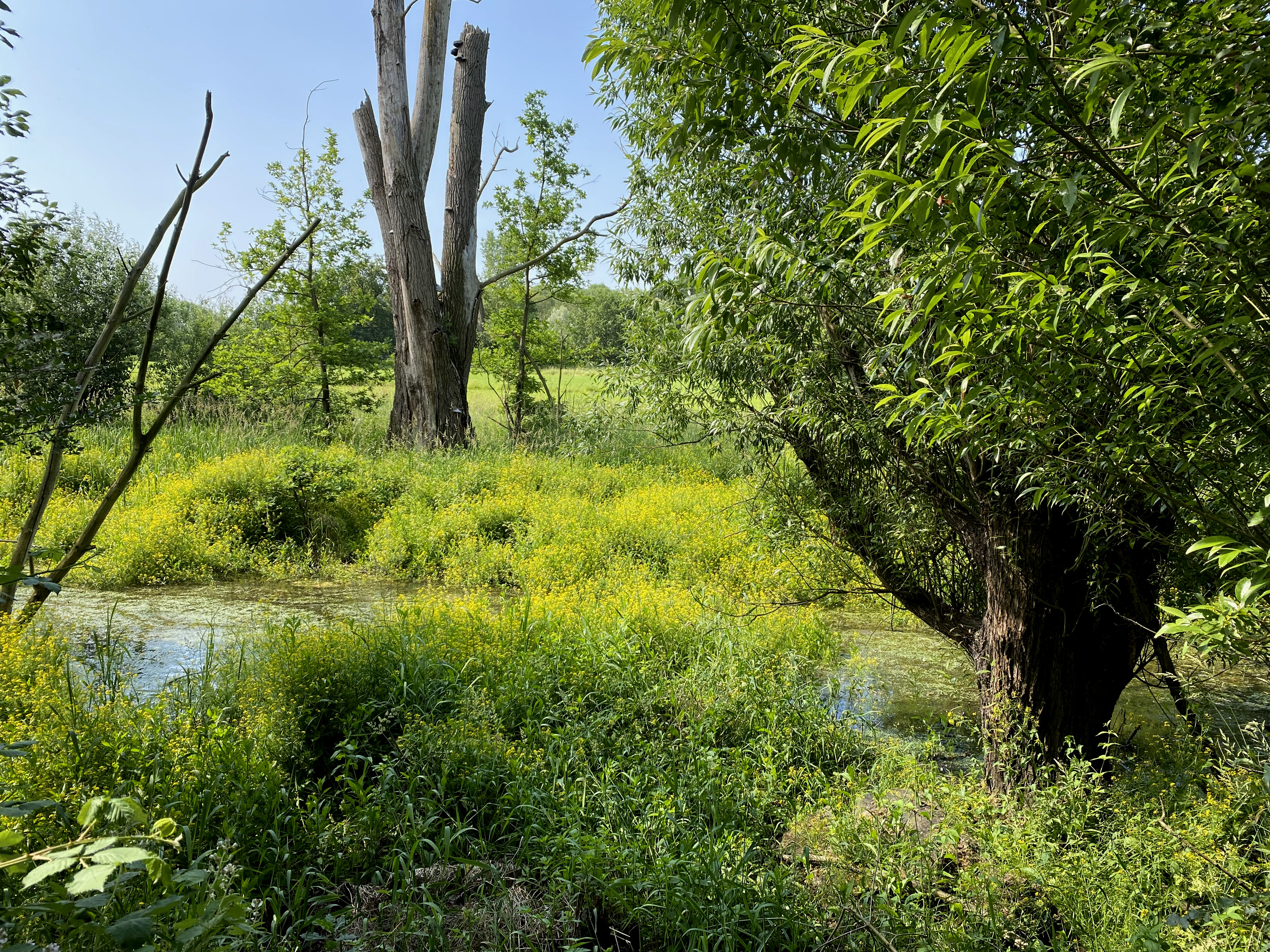
Wasser-Sumpfkresse (Rorippa amphibia) dominiert in Gelb
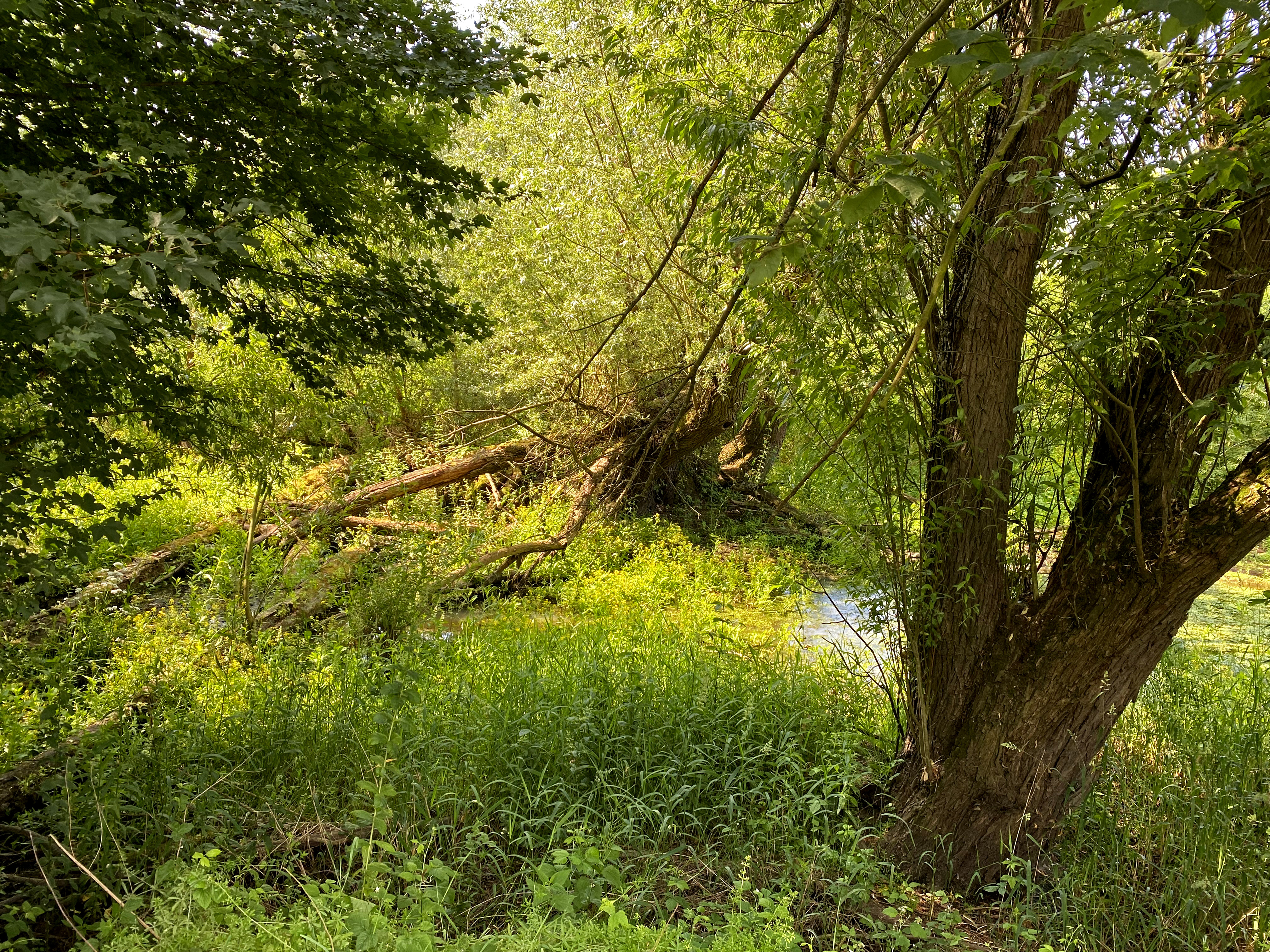
Gebrochene Weide
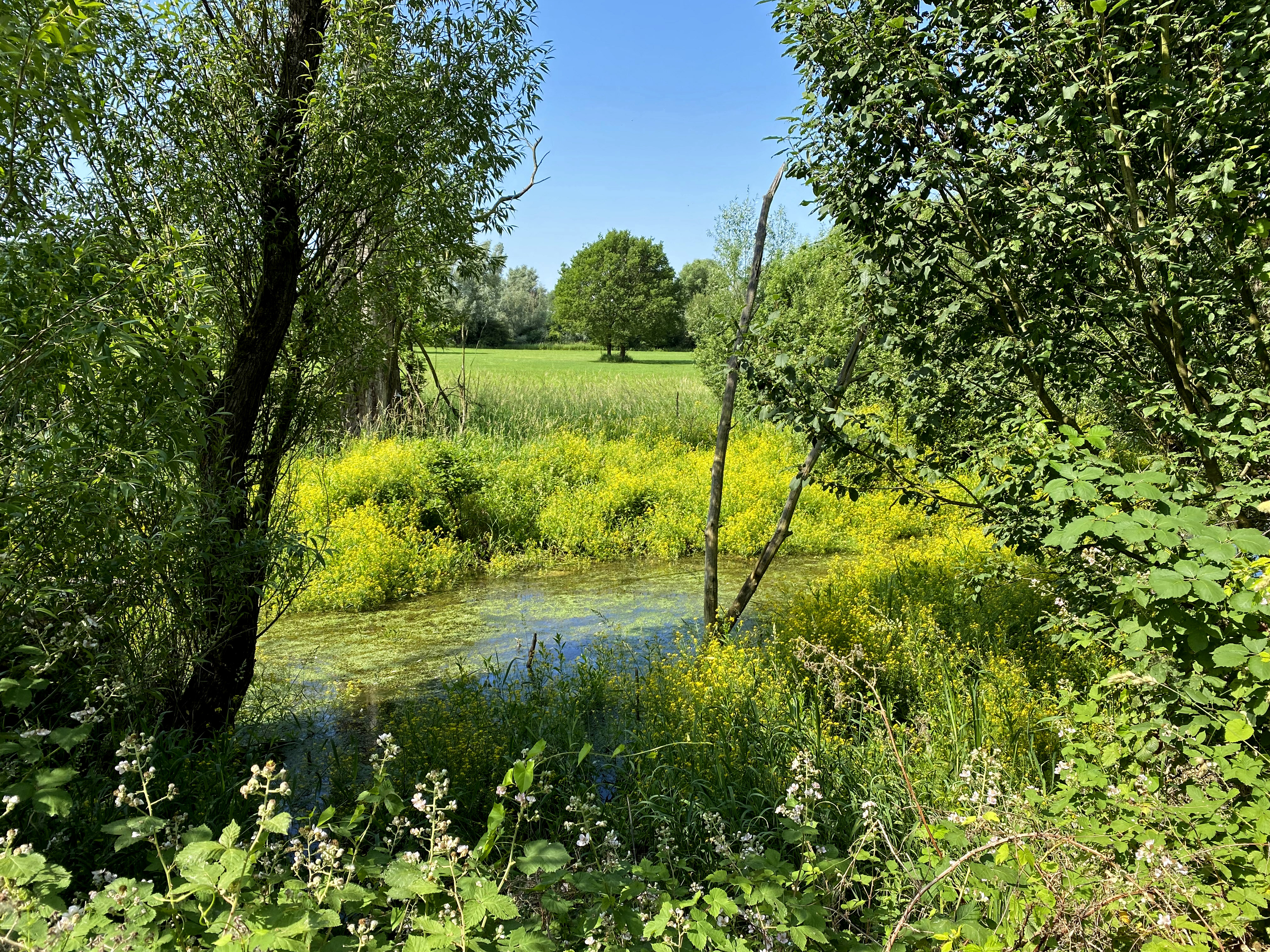
Urdenbacher Altrheinarm
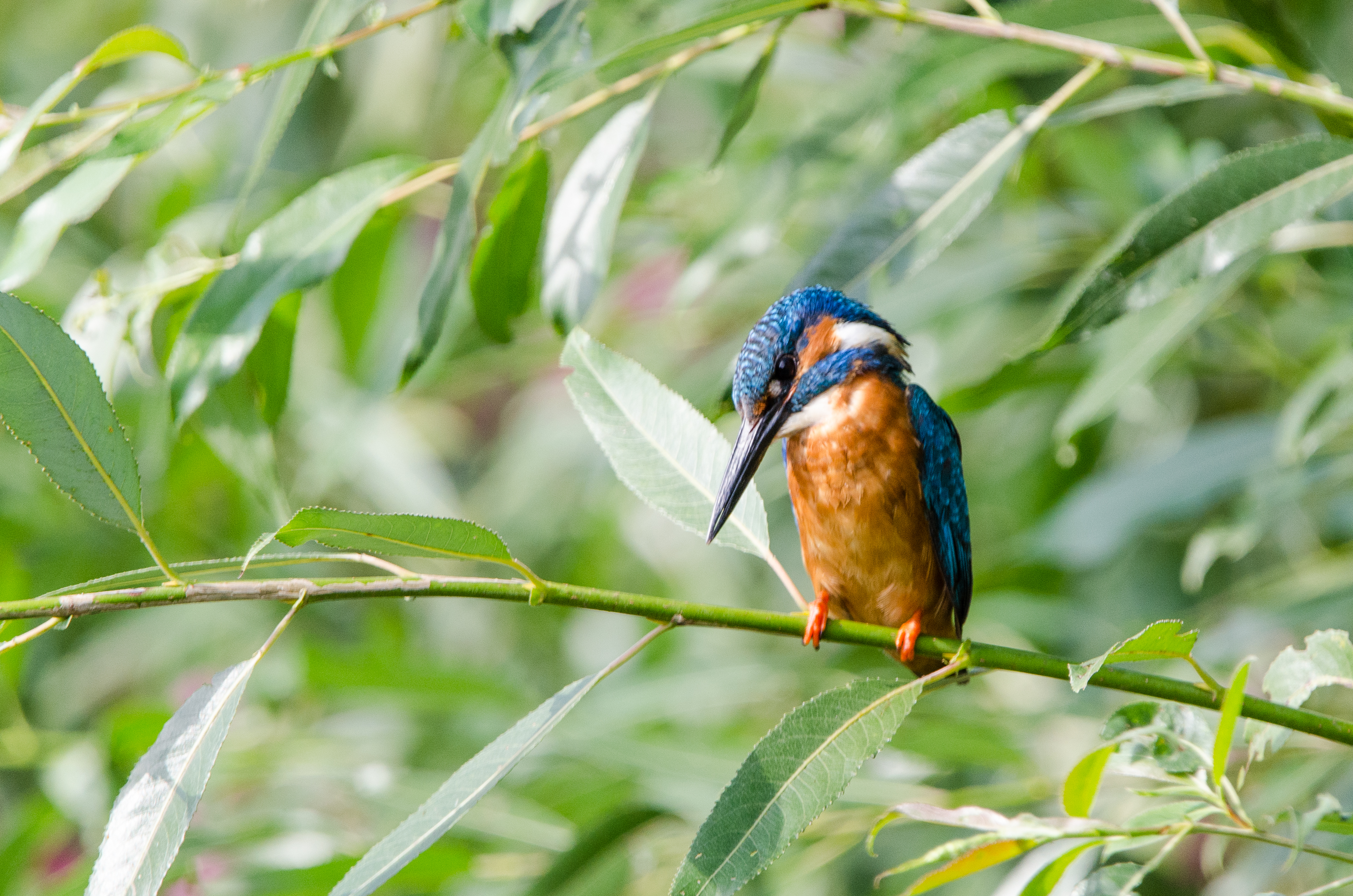
Eisvogel (Alcedo atthis) am Urdenbacher Altrheinarm
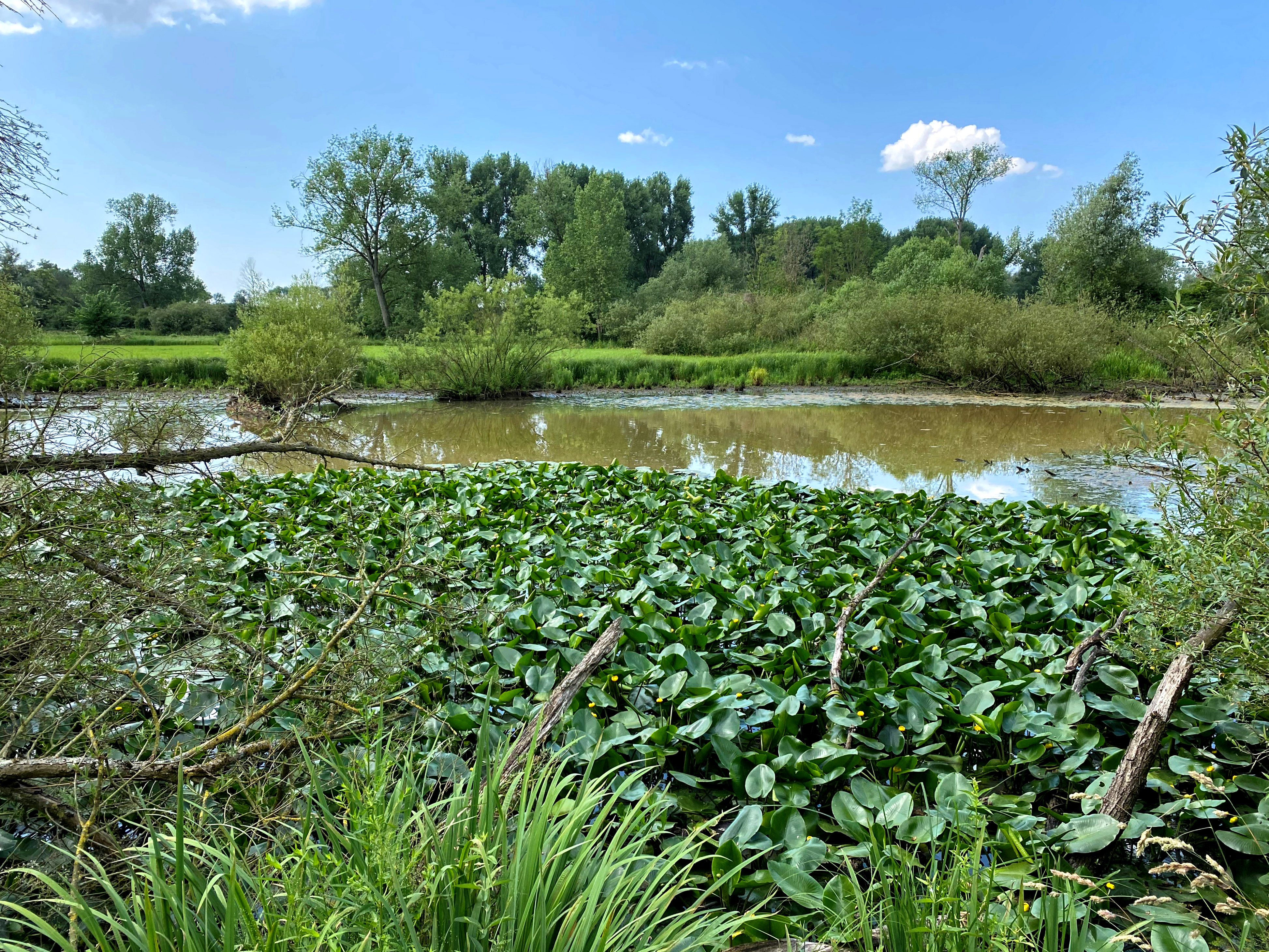
Die Gelbe Teichrose bildet hier einen größeren Bestand
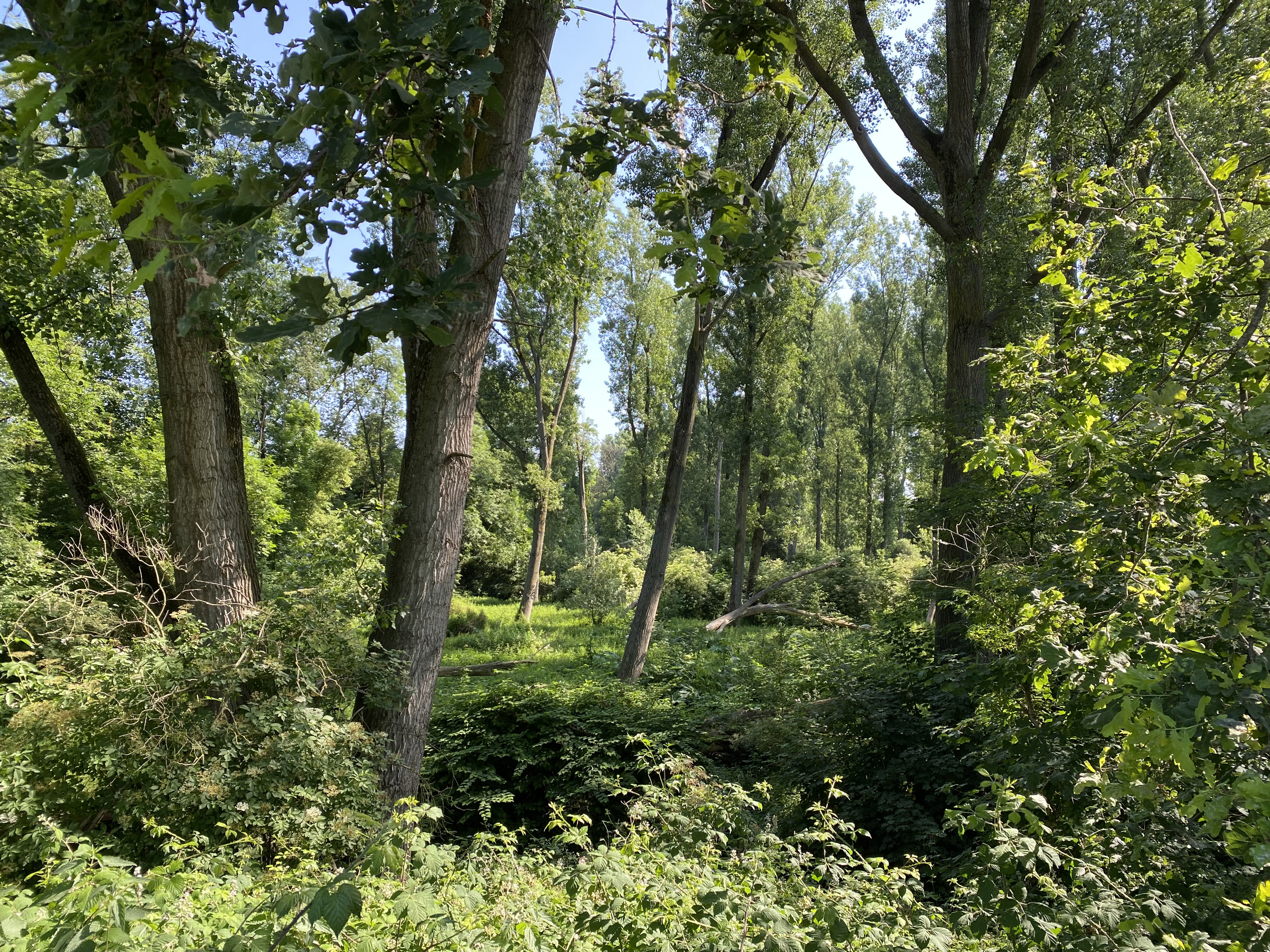
Im Tal des Garather Mühlenbaches
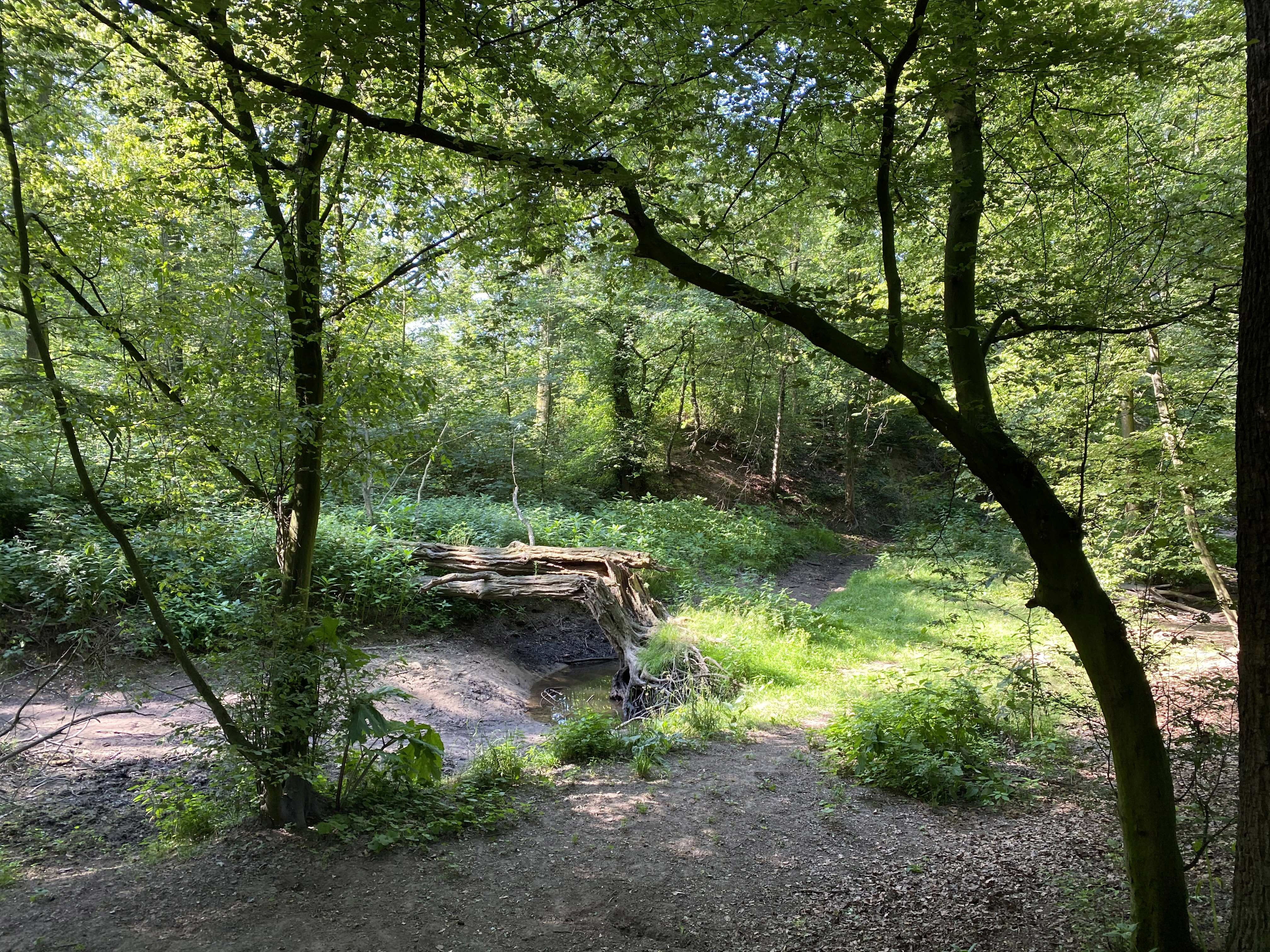
Garather Mühlenbach
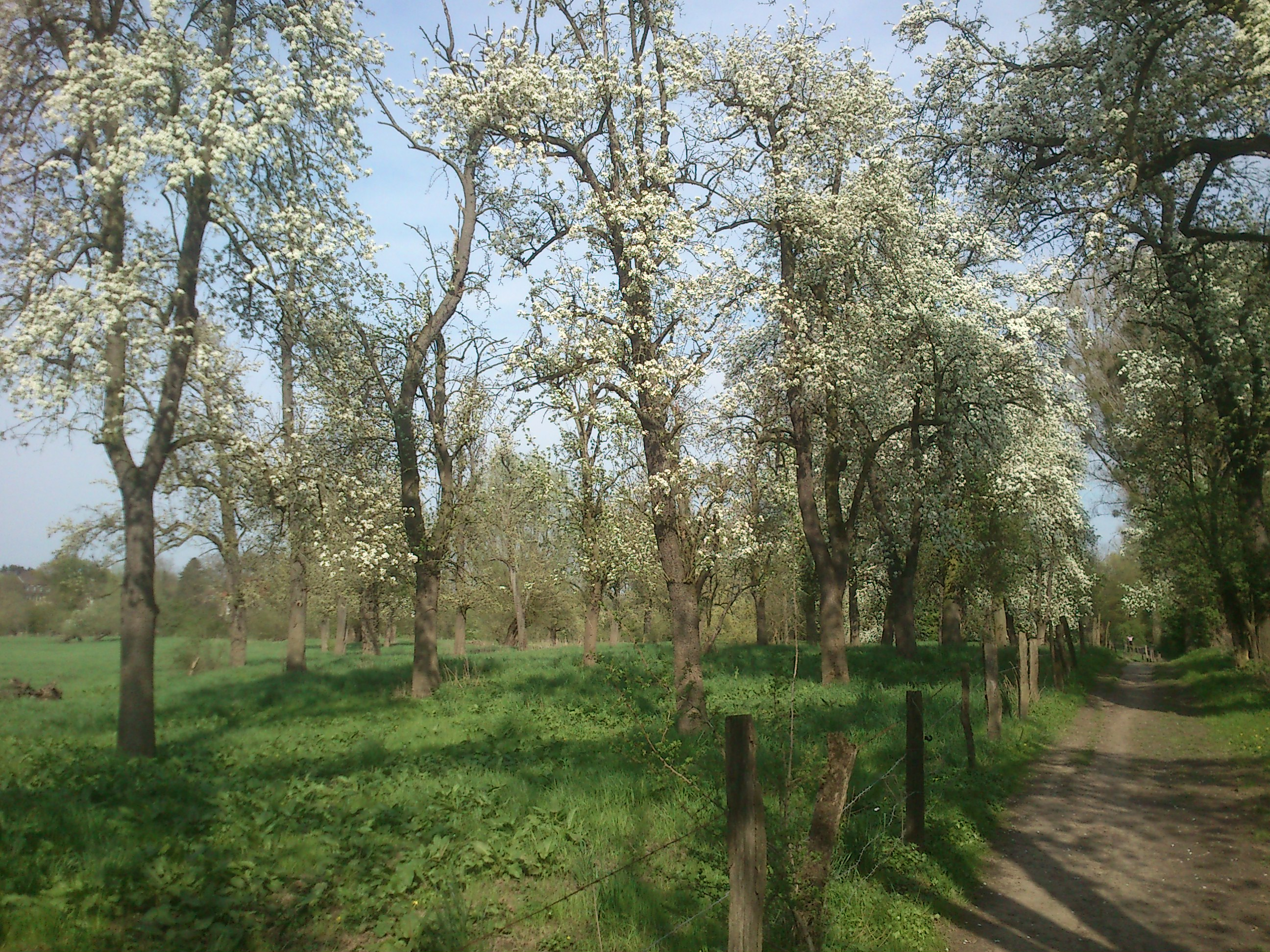
Blühende alte Obstbäume im NSG
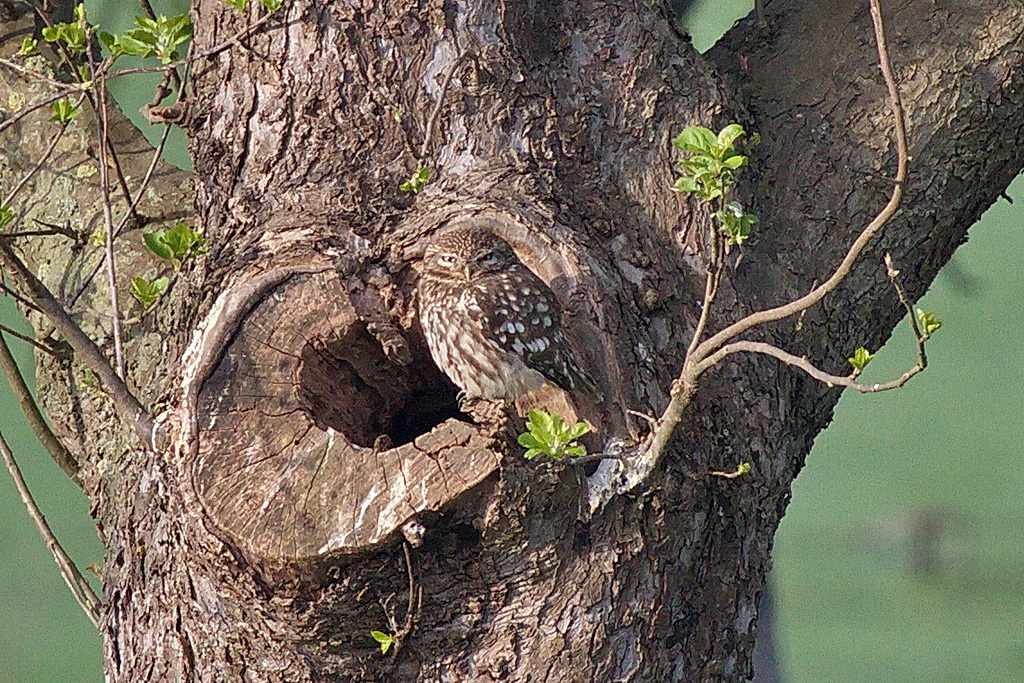
Steinkauz beim Sonnenbad an seiner Obstbaum-Höhle
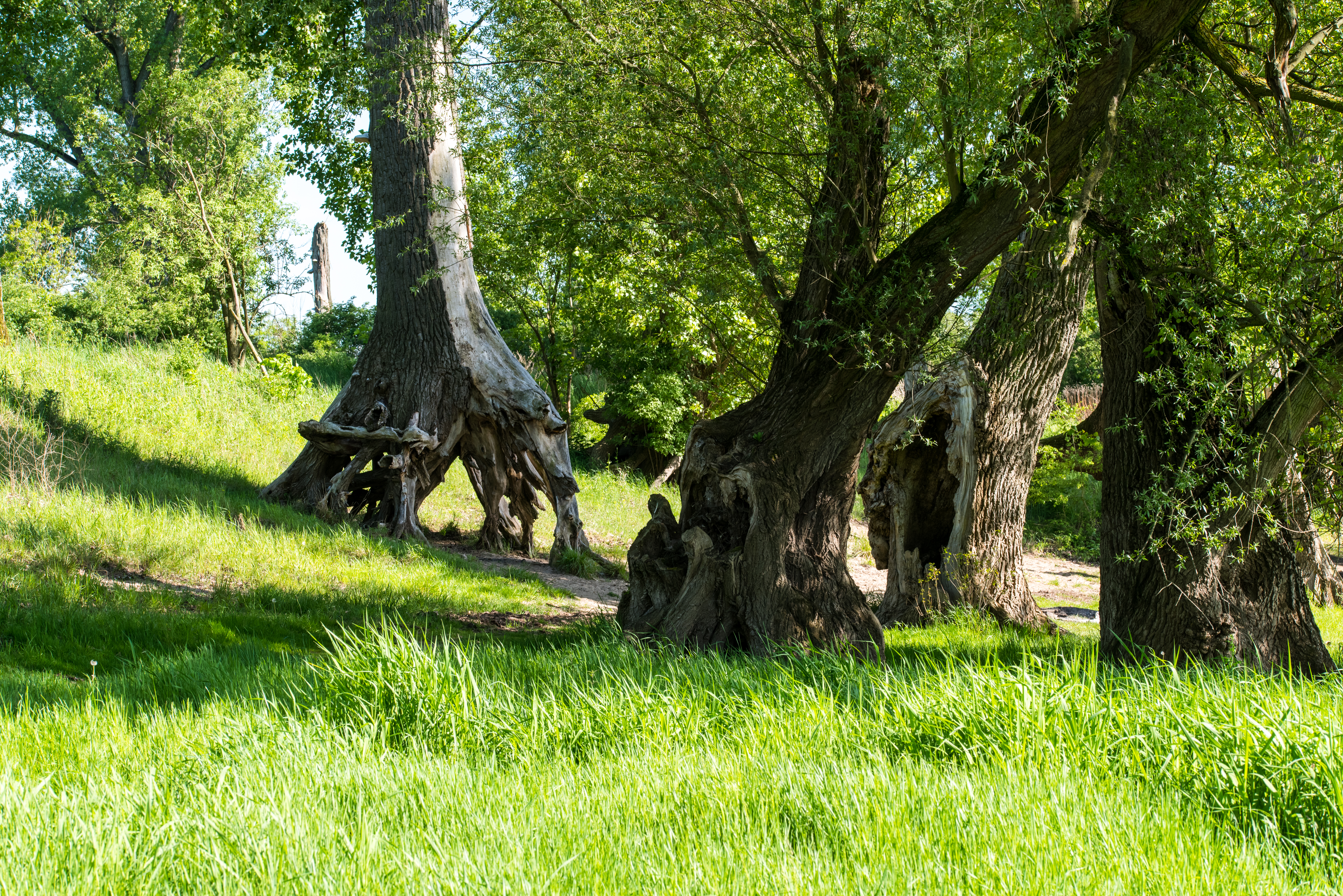
Vom Hochwasser unterspülte Weiden am Rheinufer
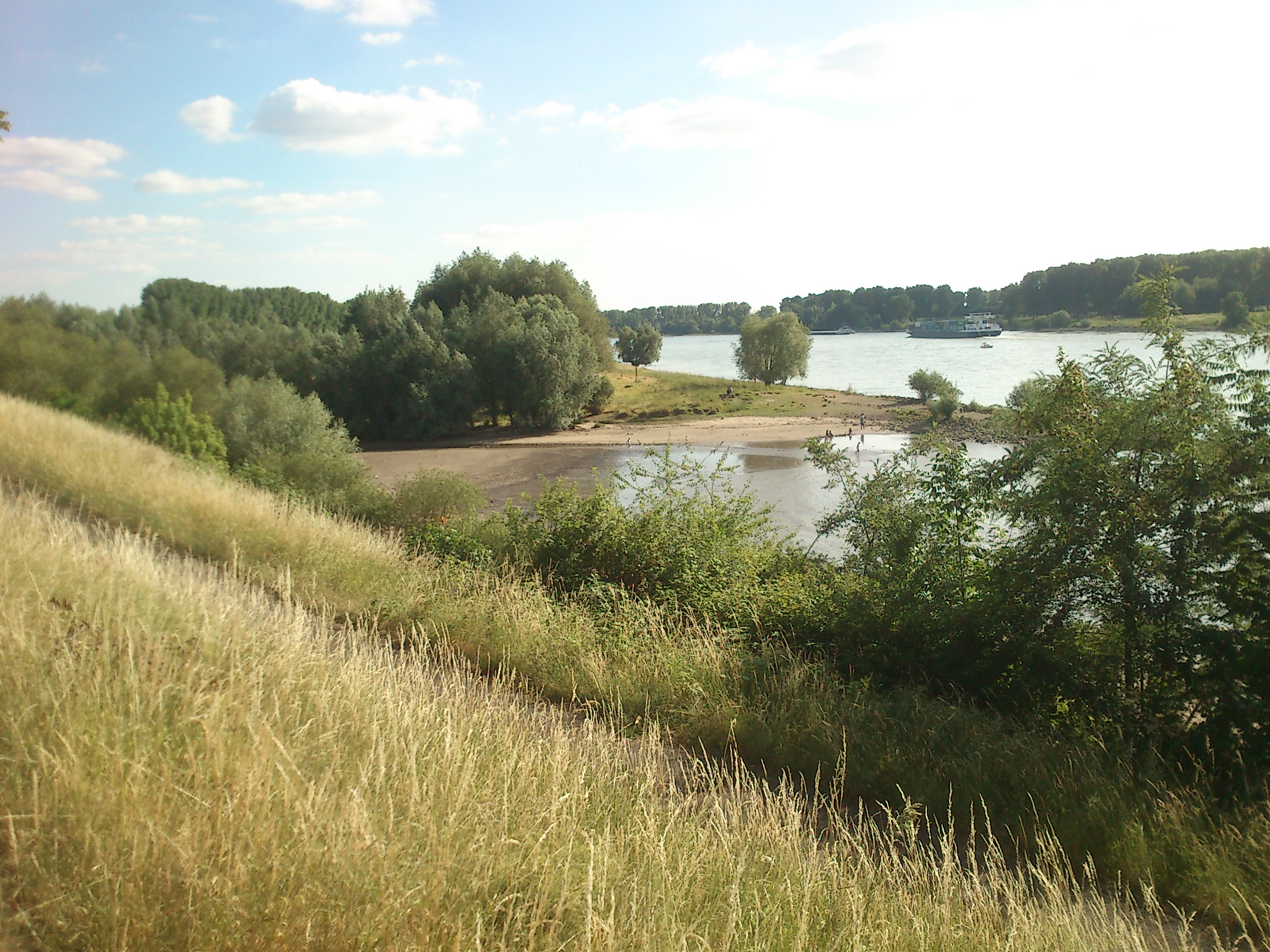
Mündung des Urdenbacher Altrheins
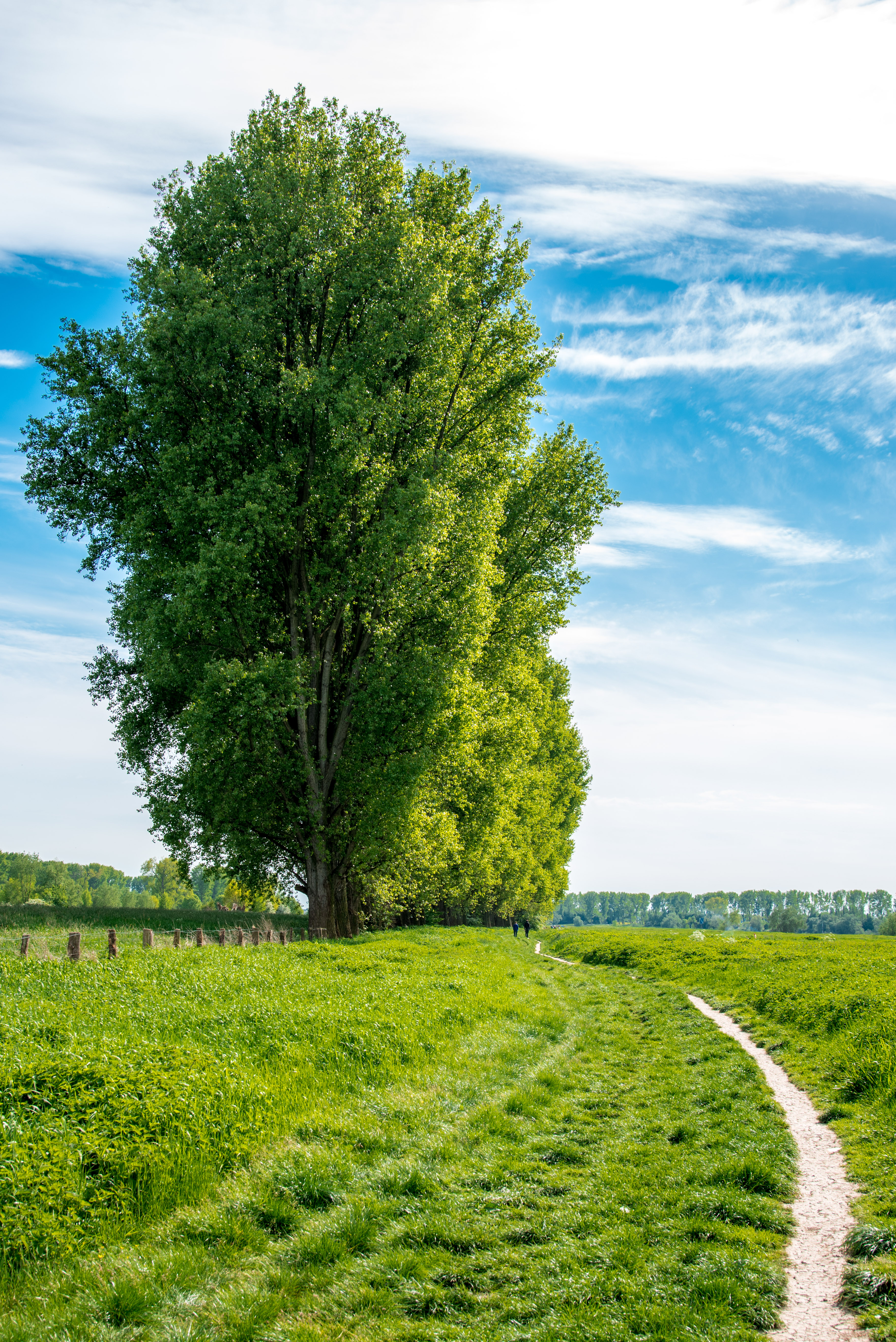
Pappeln am Rheinufer-Weg
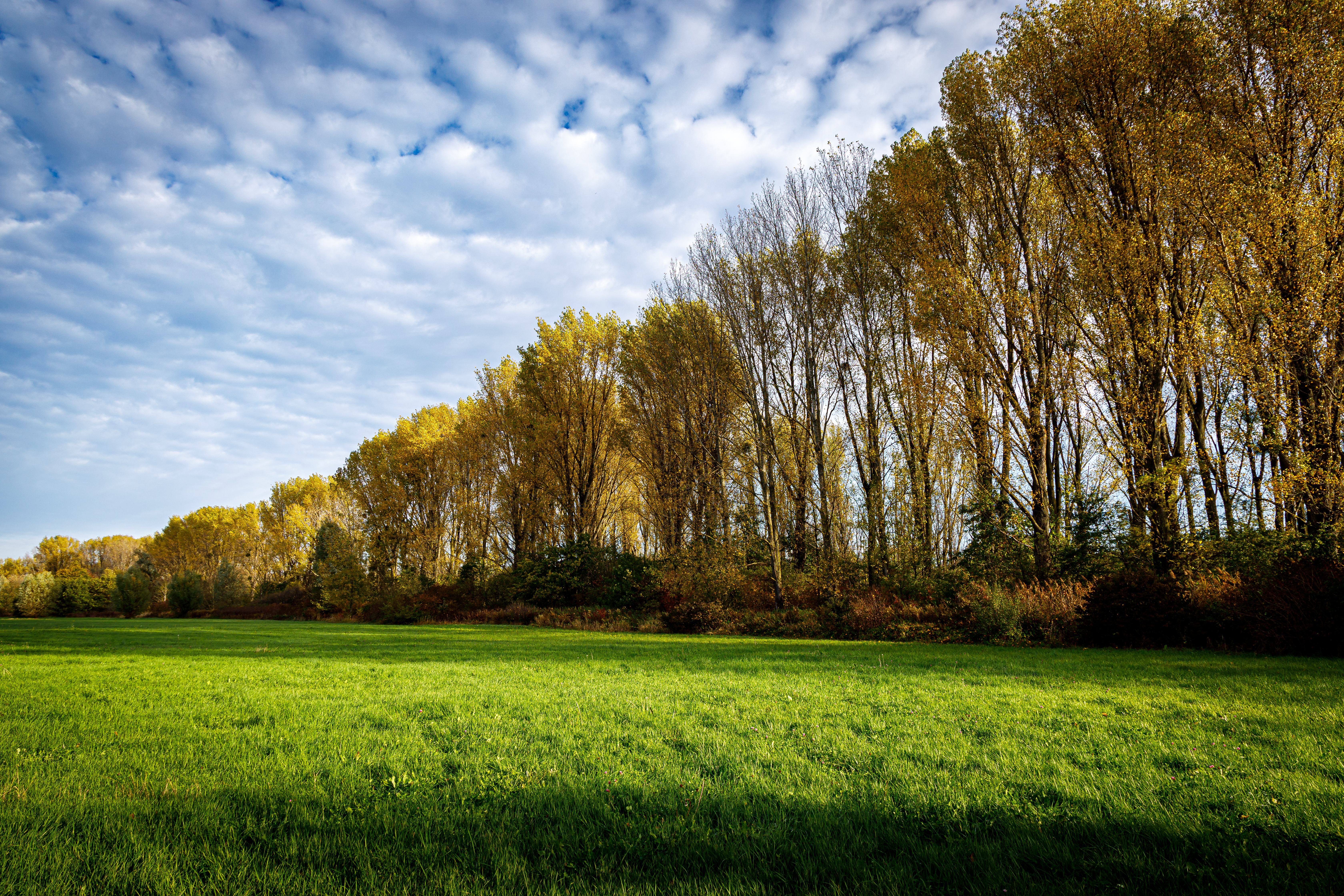
Spätherbstliche Impression
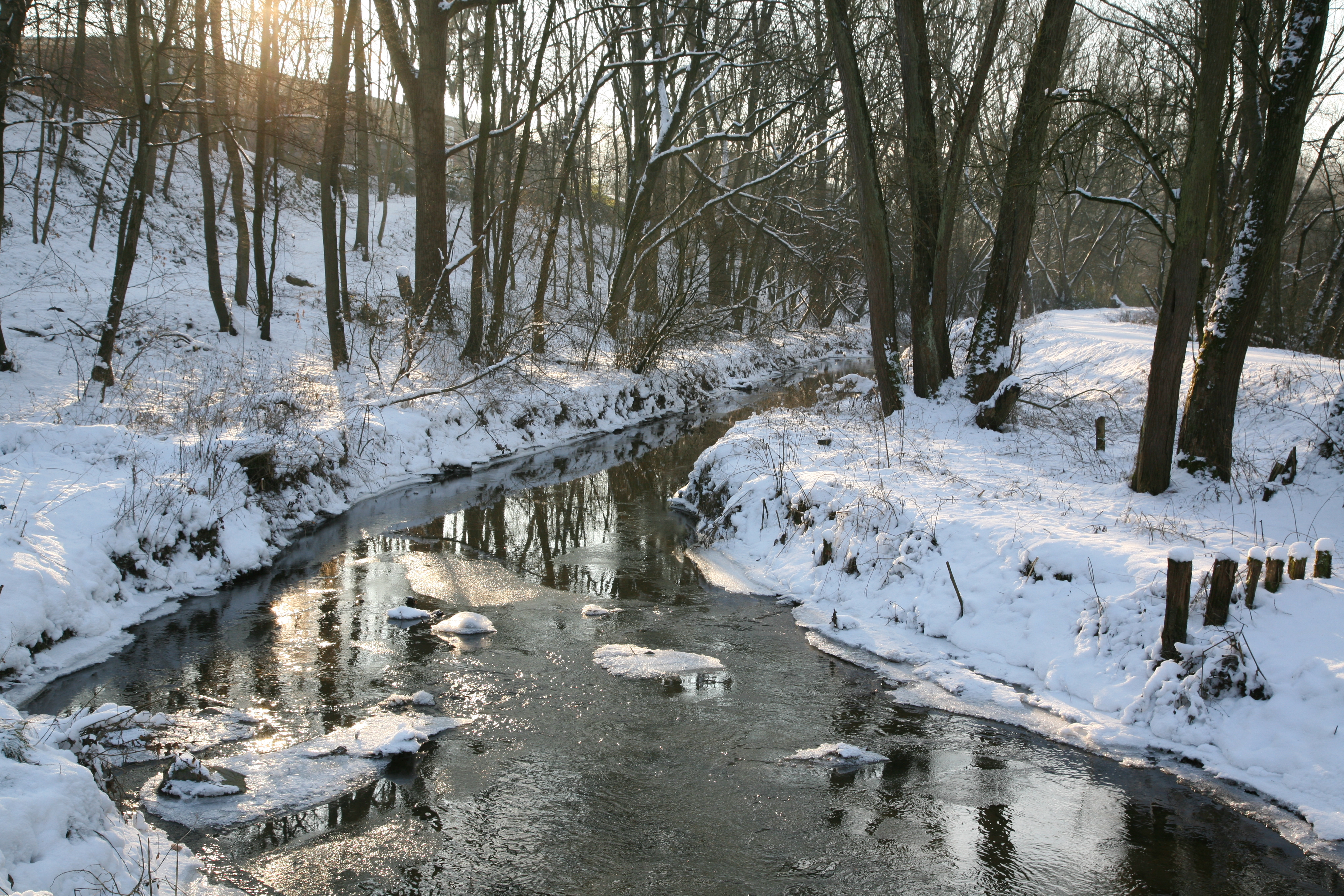
Urdenbacher Altrhein im Winter